# Елинцы
Елинцы — деревня в Фалёнском районе Кировской области России.

## География
Деревня находится в восточной части Кировской области, в подзоне южной тайги, к югу от реки Чепцы, на расстоянии приблизительно 8 километров (по прямой) к северо-западу от посёлка городского типа Фалёнки, административного центра района. Абсолютная высота — 139 метров над уровнем моря.
Климат
Климат характеризуется как континентальный, с продолжительно холодной многоснежной зимой и умеренно тёплым летом. Среднегодовая температура составляет 1,3 °C. Средняя температура воздуха самого тёплого месяца (июля) — 17,8 °C; самого холодного (января) — −14,7 °C. Среднегодовое количество атмосферных осадков составляет 555 мм. Снежный покров образуется в первой декаде ноября и держится в течение 162 дней.

## История
В «Списке населенных мест Российской империи», изданном в 1876 году, населённый пункт упомянут как казённый починок «Над малой верховной речки Красной» (Елинской) Слободского уезда (2-го стана), при речке Красной, расположенный в 99 верстах от уездного города Слободской. В починке насчитывалось 11 дворов и проживало 95 человек (47 мужчин и 48 женщин).

В 1926 году население деревни составляло 111 человек (53 мужчины и 58 женщин). Насчитывалось 21 хозяйство (все крестьянские). В административном отношении Елинцы входили в состав Левановского сельсовета Фаленской волости Слободского уезда.

## Население
| 2010 |
| ---- |
| 11   |

Половой состав
По данным Всероссийской переписи населения 2010 года в гендерной структуре населения мужчины составляли 54,5 %, женщины — соответственно 45,5 %.
Национальный состав
Согласно результатам переписи 2002 года, в национальной структуре населения русские составляли 92 % из 12 чел.